# (38144) 1999 JD61
1999 JD61 (asteroide 38144) é um asteroide da cintura principal. Possui uma excentricidade de 0.23285700 e uma inclinação de 5.24468º.
Este asteroide foi descoberto no dia 10 de maio de 1999 por LINEAR em Socorro.